# Rembielin (powiat płocki)
Rembielin – wieś w Polsce położona w województwie mazowieckim, w powiecie płockim, w gminie Brudzeń Duży.
| SIMC    | Nazwa    | Rodzaj                          |
| ------- | -------- | ------------------------------- |
| 1059685 | Plebanka | część wsi (zniesiona w 2023 r.) |

W latach 1975–1998 miejscowość należała administracyjnie do województwa płockiego.
W 1882 roku w folwarku Rembielin urodził się kapitan weterynarii Wojska Polskiego Tadeusz Goćkowski syn Wojciecha i Julii z Goślickich, ofiara zbrodni katyńskiej zamordowana w Charkowie.

## Transport
Przez centrum Rembielina przebiega droga powiatowa łącząca Siecień ze Strupczewem oraz droga doprowadzająca do Myśliborzyc.